# A rajtaütés
A rajtaütés (eredeti cím indonézül: Serbuan Maut; angolul: The Raid) egy 2011-es indonéz harcművészeti akciófilm. A filmet Gareth Evans rendezte és írta, a történet pedig egy bűnözök lakta menedékházba betörő elit kommandó küldetését követi nyomon. A szereplők közt megtalálható Iko Uwais, Joe Taslim, Donny Alamsyah és Yayan Ruhyan.
A filmet először a Torontói Nemzetközi Filmfesztiválon mutatták be 2011. szeptember 8-án, ahol többnyire pozitív kritikai értékeléseket kapott. Indonéziában 2012. március 23-án a mozikba, Magyarországon 2013. január 31-én mutatták be. Az Amerikai Egyesült Államokban házimozis forgalmazásban jelent meg a film 2012. augusztus 14-én, azonban az amerikai forgalmazó Sony Pictures Classics nem tudta levédetni a film nemzetközi forgalmazásra használt címét, így az országban The Raid: Redemption címen jelent meg. A film 2014-ben folytatást is kapott, A rajtaütés 2. címmel.

## Cselekmény
Jakarta nyomornegyedében áll egy menedékház, amit a hírhedt drogbáró, Tama Riyadi üzemeltet. Az épületet bűnözők lakják, az igazságszolgáltatás számára pedig szinte teljesen bevehetetlen. Ide akar azonban pirkadat előtt egy 20 fős különleges alakulat betörni, melynek az újonc Brimob-járőr, Rama is a tagja. A ház hatodik szintjére érve azonban bekapcsol a riasztó, a bűnvezér pedig lezáratja a házat. A csapat így már csak magára számíthat, hogy teljesítse a feladatát és kijusson élve az épületből.

## Szereplők
| Színész        | Szerep  | Magyar hang    |
| -------------- | ------- | -------------- |
| Iko Uwais      | Rama    | Fehér Tibor    |
| Ray Sahetapy   | Tama    | Kőszegi Ákos   |
| Joe Taslim     | Jaka    | Fenyő Iván     |
| Donny Alamsyah | Andi    | Szatory Dávid  |
| Yayan Ruhian   | Veszett | Horváth Illés  |
| Pierre Gruno   | Wahyu   | Sörös Sándor   |
| Tegar Satrya   | Bowo    | Pál András     |
| Iang Darmawan  | Gofar   | Czvetkó Sándor |
| Eka Rahmadia   | Dagu    | Radnai Márk    |
| Verdi Solaiman | Budi    | Kovács Lehel   |

## Díjak és jelölések
| Díj                                     | Időpont             | Kategória                              | Jelölt                       | Eredmény | Forrás |
| --------------------------------------- | ------------------- | -------------------------------------- | ---------------------------- | -------- | ------ |
| Torontói Nemzetközi Filmfesztivál       | 2011. szeptember 8. | Midnight Madness – A közönség kedvence | A rajtaütés                  | Elnyerte | [ 6 ]  |
| Dublini Nemzetközi Filmfesztivál        | 2012. február 28.   | Legjobb film                           | A rajtaütés                  | Elnyerte |        |
| Dublini Nemzetközi Filmfesztivál        | 2012. február 28.   | Közönségdíj                            | A rajtaütés                  | Elnyerte |        |
| SXSW Filmfesztivál                      | 2012. március 17.   | Közönségdíj                            | A rajtaütés                  | Jelölve  |        |
| Festival Mauvais Genre                  | 2012. április 9.    | Prix du Public                         | A rajtaütés                  | Elnyerte | [ 7 ]  |
| Imagine Filmfesztivál                   | 2012. április 30.   | Silver Scream Award                    | A rajtaütés                  | Elnyerte | [ 8 ]  |
| Maya Awards                             | 2012. december 15.  | Legjobb film                           | A rajtaütés                  | Jelölve  | [ 9 ]  |
| Maya Awards                             | 2012. december 15.  | Legjobb rendező                        | Gareth Evans                 | Jelölve  | [ 9 ]  |
| Maya Awards                             | 2012. december 15.  | Legjobb férfi mellékszereplő           | Ray Sahetapy                 | Jelölve  | [ 9 ]  |
| Maya Awards                             | 2012. december 15.  | Legjobb operatőri munka                | Matt Flannery                | Jelölve  | [ 9 ]  |
| Maya Awards                             | 2012. december 15.  | Legjobb vágás                          | Gareth Evans                 | Elnyerte | [ 9 ]  |
| Maya Awards                             | 2012. december 15.  | Legjobb különleges effektek            | Andi Novianto                | Jelölve  | [ 9 ]  |
| Maya Awards                             | 2012. december 15.  | Legjobb látványtervezés                | Timothy D. Setianto          | Jelölve  | [ 9 ]  |
| Maya Awards                             | 2012. december 15.  | Legjobb smink                          | Jerry Oktavianus             | Jelölve  | [ 9 ]  |
| Maya Awards                             | 2012. december 15.  | Legjobb hang                           | Aria Prayogi, Fajar Yuskemal | Jelölve  | [ 9 ]  |
| Maya Awards                             | 2012. december 15.  | Legjobb filmposzter                    | A rajtaütés                  | Jelölve  | [ 9 ]  |
| Indiana Film Journalists Association    | 2012. december 17.  | Legjobb idegen nyelvű film             | A rajtaütés                  | Elnyerte | [ 10 ] |
| IGN Awards                              | 2012. december 21.  | Legjobb akciófilm                      | A rajtaütés                  | Jelölve  | [ 11 ] |
| North Carolina Film Critics Association | 2013. január 15.    | Legjobb idegen nyelvű film             | A rajtaütés                  | Jelölve  | [ 12 ] |
| NAACP Image Awards                      | 2013. február 1.    | Legjobb idegen nyelvű film             | A rajtaütés                  | Jelölve  |        |
| Australian Film Critics Association     | 2013. február 23.   | Legjobb idegen nyelvű film             | A rajtaütés                  | Jelölve  | [ 13 ] |
| Empire Awards                           | 2013. március 24.   | Legjobb thriller                       | A rajtaütés                  | Jelölve  |        |
| Indonesian Movie Awards                 | 2013. május 27.     | Legjobb férfi mellékszereplő           | Yayan Ruhian                 | Elnyerte | [ 14 ] |
| Indonesian Movie Awards                 | 2013. május 27.     | Legjobb férfi mellékszereplő           | Ray Sahetapy                 | Jelölve  | [ 14 ] |
| Indonesian Movie Awards                 | 2013. május 27.     | Legjobb kémia                          | Iko Uwais és Donny Alamsyah  | Jelölve  | [ 14 ] |
| Indonesian Movie Awards                 | 2013. május 27.     | Kedvenc film                           | A rajtaütés                  | Jelölve  | [ 14 ] |